# Monia
Monia is een geslacht van tweekleppigen uit de  familie van de Anomiidae.

## Soorten
- Monia colon (Gray, 1850)
- Monia deliciosa Iredale, 1936
- Monia nobilis (Reeve, 1859)
- Monia patelliformis (Linnaeus, 1761)
- Monia squama (Gmelin, 1791)
- Monia timida Iredale, 1939
- Monia zelandica (Gray, 1843)